# La Soufrière (San Vicente y las Granadinas)

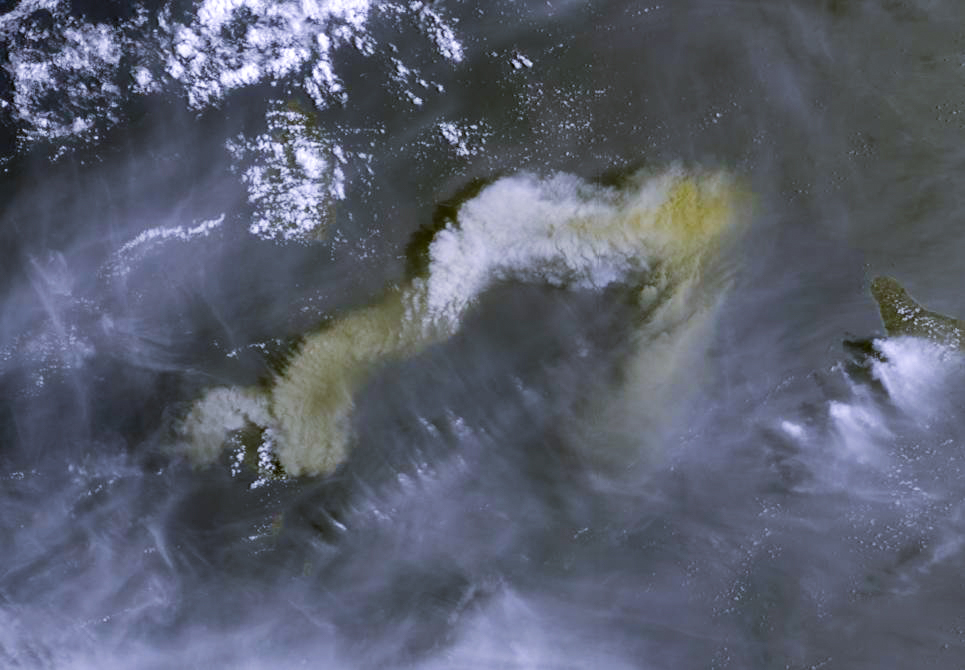
Vista de la erupción del volcán La Soufrière el 9 de abril de 2021.

La Soufrière (también escrito Soufrière Saint Vincent para diferenciarlo de otra montaña en la región) es un volcán activo en la isla de San Vicente, en las Islas de Barlovento en el Mar Caribe. Pertenece al país de San Vicente y las Granadinas.
Con 1.234 m (4.049 pies), era el pico más alto de San Vicente, pero ahora es el segundo más alto debido a la última erupción. Soufrière es la isla más septentrional y este el volcán más joven. Es un estratovolcán con un lago de cráter.
En 1902, La Soufrière entró en erupción, matando a 2.000 personas. Muchas tierras de labranza fueron dañadas y la economía deteriorada. En abril de 1979, La Soufrière volvió a entrar en erupción. Aunque nadie murió, miles de personas tuvieron que ser evacuadas y hubo un amplio daño en la agricultura.
En abril de 2021, el volcán volvió a entrar en erupción tras 42 años.